# Шемяцька сільська рада
Шемя́цька сільська рада (рос. Шемякский сельский совет) — муніципальне утворення у складі Уфимського району Башкортостану, Росія. Адміністративний центр — село Октябрський.
2004 року до складу сільради зі складу Ленінського району Уфи була передана територія площею 0,21 км².

## Населення
Населення — 2560 осіб (2019, 2806 в 2010, 2379 в 2002).

## Склад
До складу поселення входять такі населені пункти:
| Населений пункт         | Населення, осіб (2002) | Населення, осіб (2010) |
| ----------------------- | ---------------------- | ---------------------- |
| Бейгулово, село         | 151                    | 172                    |
| Новотроєвка, присілок   | 207                    | 236                    |
| Октябрський, село       | 1412                   | 1663                   |
| Первомайський, присілок | 258                    | 307                    |
| Шемяк, село             | 351                    | 428                    |